# Língua tolai
A língua Tolai language, ou Kuanua, é falada por cerca de 61 mil pessoas (como língua primeira) ou 20 mil pessoas (como 2ª língua) do povo Tolai  de Península Gazelle, Nova Bretanha Oriental  em Papua-Nova Guiné.

## Nomenclatura
A língua é frequentemente referida na literatura como "Tolai". No entanto, Tolai é realmente o nome do grupo cultural. Os próprios tolais se referem à sua língua como  um atum tinata , que se traduz como "a língua real". Aparentemente,  Kuanua  é uma palavra em  Ramoaaina que significa "o lugar ali".

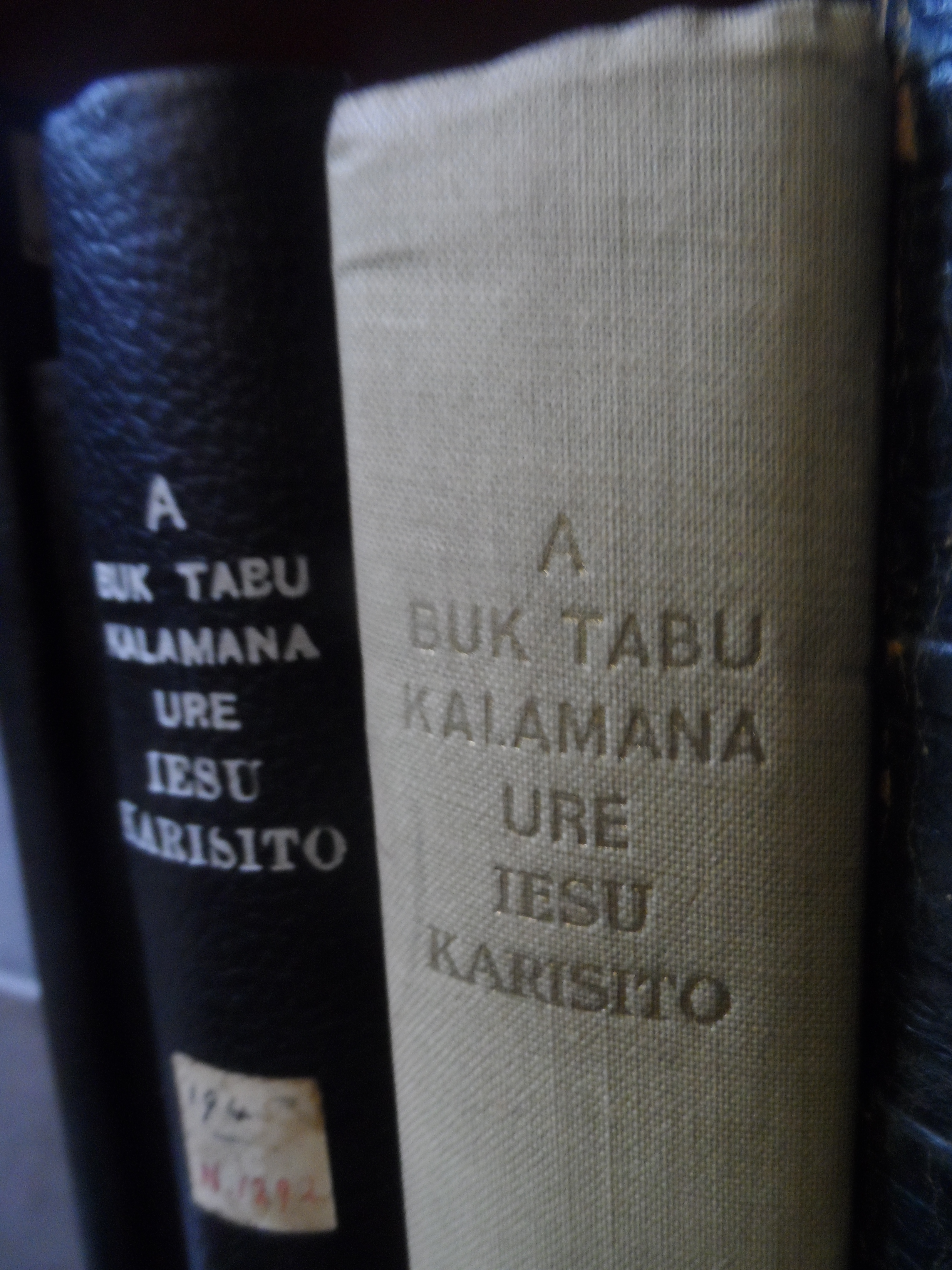
Novo Testamento em Tolai: A Buk Tabu Kalamana Ure Iesu Karisito: "O Novo Livro Sagrado sobre Jesus Cristo".

A língua Tolai language, ou Kuanua, é falada por cerca de 61 mil pessoas (como língua primeira) ou 20 mil pessoas (como 2ª língua) do povo Tolai  de Península Gazelle, Nova Bretanha Oriental  em Papua-Nova Guiné.

### Fonologia
Fonologia Tonal:
|             |             | Labial | Alveolar | Velar |
| ----------- | ----------- | ------ | -------- | ----- |
| Plosiva     | surda       | p      | t        | k     |
| Plosiva     | sonora      | b      | d        | ɡ     |
| Nasal       | Nasal       | m      | n        | ŋ     |
| Rótica      | Rótica      |        | r        |       |
| Lateral     | Lateral     |        | l        |       |
| Fricativa   | Fricativa   | β      | s        |       |
| Aproximante | Aproximante | (w)    |          |       |

|         | Anterior | Central | Posterior |
| ------- | -------- | ------- | --------- |
| Fechada | i        |         | u         |
| Medial  | e        |         | o         |
| Aberta  |          | a       |           |

Os sons das vogais também podem ser percebidos como [ɪ, ɛ, ʌ, ɔ, ʊ].
Ao contrário de muitas línguas da Papua Nova Guiné, o Tolai é um língua saudável e não corre o risco de desaparecer diante do Tok Pisin, embora até o Tolai tenha um excesso de palavras-chave do Tok Pisin, por exemplo. A palavra kubar original foi completamente usurpada pelo braun de Tok Pisin para marrom e o vilivil de Tok Pisin para bicicleta substituiu o antigo aingau. É considerada uma língua de prestígio, sendo principal de comunicação nos dois principais centros do leste da Nova Bretanha: Kokopo e Rabaul.
Tolai perdeu o fonema  / s /. Por exemplo, a palavra para 'sol' em línguas intimamente relacionados do sul da Nova Irlanda é  kesakese , e isso foi reduzido para  keake  em Tolai. No entanto, o  / s / foi reintroduzido através de inúmeras palavras de empréstimo do inglês e do Tok Pisin.

## Classificação
Tolai pertence ao ramo das línguas oceânicas da família das línguas austronésias. O subgrupo mais imediato é o grupo de línguas Patpatar - Tolai que também inclui a língua Lungalunga (também falada na Península da Gazela e Patpatar (falada na Nova Irlanda.

## Escrita
O alfabeto latino usado pela língua Tolai não usa as letra C, F, H, J, Q, W, X, Y, Z. Usa-se a forma Ng.

## Geografia
Tolai é falado na península de Gazelle, na província de New Britain, leste da Papua Nova Guiné.

## Palavras derivadas
Diz-se que Tolai é uma das principais línguas do substrato Tok Pisin. Alguns itens comuns do vocabulário Tok Pisin que provavelmente provêm de Tolai (ou de um idioma intimamente relacionado) incluem:
 aibika  (de  ibika ) - Hibiscus manihot 
 

 buai  – noz de areca - 

 diva  (de  dawai ) - árvore, madeira 

 guria  - terremoto - 

 kawawar  (de  kavavar ) - gengibre 
 

 kiau  - ovo 

'lapun' - pessoa idosa 

 liklik  (de  ikilik ) - pequeno 

 umben  (de  uben ) - rede de pesca

### Pronomes independentes
Os pronomes Tolai têm quatro distinções: número gramatical (singular, duplo, trial, plural) e três pessoas gramaticais, além da distinção na 1ª pessoas de plural para inclusive e exclusivo nós | inclusivo / exclusivo]] distinção. Não há distinções de gênero.
|              | Singular     | Dual                 | Trial                      | Plural                  |
| ------------ | ------------ | -------------------- | -------------------------- | ----------------------- |
| 1ª exclusiva | iau (eu)     | (a)mir ele/ela + eu) | (a)mital (eles ambos + eu) | avet (todos eles + eu ) |
| 1ª inclusiva | -            | dor (você + eu)      | datal (vocês ambos + eu)   | dat (todos vocês + eu)  |
| 2ª           | u (vocês)    | (a)mur (vocês dois)  | (a)mutal (vocês três)      | avat (Vocês >3)         |
| 3ª           | ia (ela/ela) | dir (eles dois)      | dital (eles três)          | diat (eles >3)          |

Os pronomes plurais perdem seu final -t quando usados antes de um verbo. Da 'vana!' - 'Vamos lá!', 'Pa' ave 'gire'. - 'Nós não vimos'.  Dia 'alcatrão' - 'Eles já chegaram.'

### Sintaxe
A ordem usual das palavras em Tolai é Sujeito – Verbo – Objeto (SVO).

### Morfologia
Existe um padrão irregular envolvendo o prefixo ni-, que altera um verbo para um substantivo. Normalmente, o prefixo é adicionado ao verbo, como em  laun "viver" → a ni   "a vida", ian "comer" → a ni 'e' "a comida",aring "orar" → ani 'aring' '"a oração'" No entanto, em alguns casos, ele se torna um infixo ⟨ in⟩: varubu " "combater"→a v em arubu  "a luta", 'tata' "falar" →a t em ata "a linguagem","mamai" "para mascar noz de bétele" →m in amai  "(uma pequena oferta de) nozes de betel para mastigar)". Esse infixo é inserido após o fonema inicial do verbo. Também poderia ser descrito como o prefixo ni- sendo adicionado como prefixo, e o fonema inicial do verbo mudando de lugar com o n do prefixo.

## Amostra de texto
Tama i vevet arama ra bala na bakut, boina ba da ru ru iangim. Boina ba na vut laum varkurai. Boina ba da toratorom tam ra pia, varigop dia toratorom tam aramaa ra bala na bakut. A bung gori una tabar i avet ma aveve nian. Una re vue kaveve nilala, varogop ave tar re vue ka diat dia ga lala oa ta vevet. Koko da ben avet ta ra varilam, una valaun avet kan ra tena kaina. Tago kaum muka ra varkurai, ma ra dekdek, ma ra variru, pa na mutu. Amen
Português
Pai nosso, que estás no céu, santificado seja o teu nome. Venha o teu reino. Seja feita a tua vontade na terra como no céu. O pão nosso de cada dia nos dai hoje. E perdoa nossas dívidas, assim como perdoamos nossos devedores. E não nos deixe cair em tentação, mas nos livre do mal. Pois teu é o reino, o poder e a glória para todo o sempre. Amém.